# Thuận Ý Mật phi
Thuận Ý Mật phi (chữ Hán: 顺懿密妃; Thập niên 1660 - 16 tháng 10 năm 1744), Vương thị (王氏), là một phi tần của Thanh Thánh Tổ Khang Hi Hoàng đế.

## Thân thế
Thuận Ý Mật phi Vương thị sinh vào khoảng thập niên 1660. Xuất thân của bà có nhiều điểm gây tranh cãi, phân biệt giữa xuất thân người Hán dân thường hay là con nhà quan lại Bao y thuộc Nội vụ phủ. Vì theo chế độ nhà Thanh, người Hán thường dân rất ít khi được tuyển chọn vào cung làm Tần phi. Căn cứ theo Thánh giá Nam tuần huệ ái lục (聖駕南巡惠愛錄), Vương thị là người gốc Tô Châu, phụ thân là Chính bát phẩm Quản lãnh Vương Quốc Chinh (王國正), một tước quan nhỏ trị ở Tô Châu. Thân mẫu của Mật phi là Hoàng thị (黃氏), cũng là người Hán, mất vào trưa ngày 14 tháng 7 (âm lịch) năm Khang Hi thứ 48 (1709) do bệnh kiết lỵ.
Bên cạnh đó, dựa theo đề thơ mà Hà Nam học chính Thang Thạch Trứ (汤右著) gửi cho Tô Châu chức tạo Lý Húc (李煦), ghi lại "trong nhà Lý Húc có người được đưa vào cung", kèm theo việc mẹ của Vương thị qua đời thì Lý Húc viết tấu biểu cho Hoàng đế biết, chứng tỏ Vương thị có quan hệ qua lại với nhà Lý Húc. Có cách nói, Vương thị là lấy thân phận Bao y từ nhà đích mẫu của Lý Húc mà vào cung. Theo ước đoán, Vương thị tiến cung vào những năm Khang Hi thứ 20 (khoảng từ năm 1680 đến năm 1690), địa vị cỡ Thứ phi. Thời Khang Hi, Cung nhân trong hậu cung rất nhiều, dù là tần phi, song vẫn không định được phong hiệu chính thức. Nhưng dựa theo cách gọi [Vương tần; 王嫔] của biểu tấu, chứng tỏ Vương thị đã sớm có đãi ngộ bậc Tần.

## Đại Thanh tần phi
Năm Khang Hi thứ 32 (1693), ngày 28 tháng 11 (âm lịch), Vương thị hạ sinh Hoàng thập ngũ tử Dận Vu. Do sinh mẫu có phân vị không cao nên Dận Vu được giao cho Hiếu Cung Nhân Hoàng hậu - tức Đức phi Ô Nhã thị nuôi dưỡng. Năm 8 tuổi, Dận Vu đã được theo Khang Hi Đế tuần du biên cương và hộ tống Nam tuần (1707), chứng tỏ mức độ tín nhiệm của Khang Hi Đế đối với vị Hoàng tử này. Năm thứ 34 (1695), ngày 18 tháng 6 (âm lịch), bà lại tiếp tục sinh hạ Hoàng thập lục tử Dận Lộc. Những năm cuối thời Khang Hi, Hoàng đế mệnh Dận Lộc chưởng quản Nội vụ phủ.
Năm Khang Hi thứ 40 (1701), ngày 8 tháng 4 (âm lịch), Vương thị hạ sinh Hoàng thập bát tử Dận Giới, một trong những Hoàng tử được Khang Hi Đế thương yêu nhất. Vào năm thứ 47 (1708), Khang Hi đế đi du hành ở phía Bắc Trường Thành, vì vốn rất yêu mến Dận Giới nên ông đã mang Dận Giới đi theo. Tuy nhiên, vùng biên giới phía Bắc không giống như những căn phòng được sưởi ấm ở trong cung, nên trên đường đi, Dận Giới đã nhiễm gió lạnh rồi bệnh rất nặng. Trong suốt thời gian Dận Giới bị bệnh, Khang Hi Đế ngày đêm ở cạnh, còn thường xuyên ôm Dận Giới vào lòng sưởi ấm. Tuy nhiên, cuối cùng vị Hoàng tử bất hạnh này vẫn không thể qua khỏi. Thi hài của Dận Giới được mai táng tại Phi viên tẩm trong Thanh Cảnh lăng. Đây cũng là vị Hoàng tử duy nhất được tuỳ táng trong Hoàng lăng của một Hoàng đế (đại đa số là táng ở chỗ khác gần đó).
Năm Khang Hi thứ 57 (1718), tháng 4, Khang Hi Đế nói truyền chỉ dụ với Lễ bộ, muốn sắc phong 6 vị trong hậu cung, tuổi 40 tuổi đến 60 tuổi, sinh dục hoàng tự. Thứ phi Vương thị cũng được liệt vào hàng tấn phong. Cùng năm đại phong hậu cung, Hòa tần Qua Nhĩ Giai thị tấn phong Hòa phi, Thứ phi Bát Nhĩ Tế Cẩm thị làm Tuyên phi, Thành tần Đới Giai thị phong Thành phi, Thứ phi Trần thị phong Cần tần, Thứ phi Vạn Lưu Ha thị làm Định tần. Còn Thứ phi Vương thị chiếu tấn làm Mật tần (密嫔). Sách văn viết:
| “                            | 朕惟六宫赞化、爰资妇职之修。四德宜庥、实衍天潢之庆。式稽彝典。用贲徽章。咨尔王氏。早备令仪。久娴内则。贤明之性、虽在小而必详。渊懿之衷、每经时而加谧。兹册封尔为密嫔。尔其益宣礼教、襄壸政而树芳型。蔚为女宗、佩恩纶而膺景福。 . Trẫm duy lục cung tán hóa, viên tư phụ chức chi tu. Tứ đức nghi hưu, thật diễn thiên hoàng chi khánh. Thức kê di điển. Dụng bí huy chương. Tư nhĩ Vương thị, tảo bị lệnh nghi, cửu nhàn nội tắc. Hiền minh chi tính, tuy tại tiểu nhi tất tường. Uyên ý chi trung, mỗi kinh thời nhi gia mịch. Tư sách phong nhĩ vi Mật tần. Nhĩ kỳ ích tuyên lễ giáo, tương khổn chính nhi thụ phương hình. Úy vi nữ tông, bội ân luân nhi ưng cảnh phúc. | ” |
| — Mật tần Vương thị sách văn | |   |

## Thời kỳ góa phụ
Năm Ung Chính thứ 4 (1726), Mật tần Vương thị được tấn phong làm Mật phi (密妃), xưng làm Hoàng khảo Mật phi (皇考密妃). Đến khi Càn Long Đế vừa lên ngôi, năm đầu tiên (1736), Hoàng đế đã quyết dụ tôn Hoàng quý phi Đông thị, Quý phi Qua Nhĩ Giai thị, Thuần Dụ Cần phi cùng Mật phi Vương thị, đương thời xưng [Tứ Thái phi; 四太妃]. Quyết định gia thêm hai chữ Thuận Ý (顺懿) vào trong huy hiệu, toàn xưng Hoàng tổ Thuận Ý Mật Thái phi (皇祖順懿密太妃). Tháng 11 (âm lịch) cùng năm, tuyên sách chính thức cho Thuận Ý Mật phi, lễ làm ở Ninh Thọ cung, do Càn Long Đế đích thân ngự Thái Hòa điện duyệt sách bảo.
Sau khi Ung Chính lên ngôi, các Thái phi có con như Huệ phi, Nghi phi, Vinh phi và Định phi đều xuất cung đoàn tụ với con cháu, an hưởng tuổi già, riêng chỉ có Mật phi cùng Thuần Dụ Cần phi - mẹ của Dận Lễ, vẫn trú trong Ninh Thọ cung cùng với các vị Thái phi không con khác. Hàng năm vào những dịp được Hoàng đế cho phép, bà sẽ xuất cung đến sống tại phủ của con trai một thời gian.
Dưới thời Càn Long, hai Thân vương là Dận Lộc, Dận Lễ cũng từng dâng tấu xin Hoàng đế cho phép đón Cần phi cùng Mật phi về phủ phụng dưỡng như lệ thường. Tháng 12 (âm lịch) năm Càn Long thứ 13 (1748), Càn Long hồi đáp:
| “                                              | 九月间庄亲王、果亲王曾奏请各迎养母妃于邸第，朕以为两位太妃向在宁寿宫居住，朕正当仰承皇考先志，祗敬奉养，在二王之意，必以宁寿宫为太后应居之宫，故有是请，朕闻奏心甚不安，及奏闻太后，亦以为必不可行，是以未允。今再四思维，人子事亲，晨昏定省，诚欲各遂其愿，若不允其迎养之请，则无以展二王之孝思。若允二王之请，迎养太妃于府第，则朕缺于奉养，此心实为歉然。自今以后，每年之中，岁时伏腊，令节寿辰，二王及各王贝勒可各迎太妃太嫔于府第。计一年之内，晨夕承欢者，可得数月，其余仍在宫中。如此，则王等孝养之心与朕敬奉之意，庶可两全。向后和亲王分府时，亦照此礼行。 . Hồi tháng 9, hai vị Trang Thân vương và Quả Thân vương tấu thỉnh xin nghênh đón Mẫu phi về phủ đệ phụng dưỡng. Trẫm được biết, hai vị Thái phi đang sống tại Ninh Thọ cung. Trẫm đang lúc thực hiện di nguyện của Hoàng khảo, muốn hiếu kính phụng dưỡng hậu cung tiền triều. Nay nghe tấu vắn của các Vương gia, trong lòng trẫm rất bất an, lại theo ý chỉ của Thái hậu, e rằng khó có thể thực hiện. Nếu trẫm không đồng ý để các Thân vương đón mẹ về phủ, thì vô tình cản trở tấm lòng hiếu thảo của hai vị. Còn nếu đồng ý tức là trẫm đang tắc trách trong việc hiếu kính với các Thái phi, khiến tâm trẫm vô cùng áy náy. Vậy từ nay về sau, vào các dịp lễ tết hoặc thọ thần, cho phép hai vị và tất cả các Vương gia, Bối lặc đón các Thái phi, Thái tần về phủ, sớm tối hầu hạ. Như vậy, chư vị Vương gia có thể tận hiếu mà tấm lòng phụng dưỡng của trẫm cũng được vẹn toàn. Sau này phủ của Hòa Thân vương Hoằng Trú cũng chiếu theo lễ này mà làm theo. | ” |
| — Hồi đáp Càn Long Đế đến Trang, Quả nhị Vương | |   |

Năm Càn Long thứ 9 (1744), ngày 18 tháng 10 (âm lịch), Thuận Ý Mật phi Vương thị qua đời tại Ninh Thọ cung, thọ khoảng 70 tuổi. Ngày 19 tháng ấy, kim quan của Mật phi khâm liệm, có Trang Thân vương cùng Phúc tấn, Du Quận vương cùng Phúc tấn mặc tang phục. Nghi lễ cử hành, đều chiếu theo tang lễ của Thành phi Đới Giai thị mà xử lý. Bà được an táng trong Phi viên tẩm của Thanh Cảnh lăng, ngay gần mộ phần của Hoàng thập bát tử Dận Giới. Đây là một chi tiết hết sức kì lạ vì thông thường, phi tần có tước vị cao nhất (tức Ôn Hi Quý phi Nữu Hỗ Lộc thị) phải được an táng tại vị trí trung tâm của Phi viên tẩm. Nhưng vị trí đó lại thuộc về Thuận Ý Mật phi, vẫn là một bí ẩn khó giải thích.

## Hậu cung bài tự
Căn cứ 《Khâm định đại thanh hội điển tắc lệ》cuốn 42, hậu phi bài vị trình tự ghi lại:
- Ôn Hi Quý phi
- Tuệ phi, Huệ phi, Nghi phi, Vinh phi, Bình phi, Lương phi, Tuyên phi, Thành phi, Thuận Ý Mật phi, Thuần Dụ Cần phi, Định phi.

## Hậu duệ
1. Hoàng thập ngũ tử Dận Vu (胤禑; 24 tháng 12 năm 1693 - 8 tháng 3 năm 1731), được giao cho Hiếu Cung Nhân Hoàng hậu nuôi dưỡng. Năm Ung Chính thứ 4 (1726), ông được phong Bối lặc (貝勒), mệnh trông coi Cảnh lăng của Khang Hi Đế. Năm thứ 8 (1730), tháng 2, tấn thăng Du Quận vương (愉郡王). Sau khi qua đời, thụy là Du Khác Quận vương (愉恪郡王).
2. Hoàng thập lục tử Dận Lộc (胤祿; 28 tháng 7 năm 1695 – 20 tháng 3 năm 1767), được cho làm con thừa tự của Trang Tĩnh Thân vương Bác Quả Đạc (博果鐸; 1650 – 1723), trưởng tử của Thừa Trạch Dụ Thân vương Thạc Tắc (硕塞; 1629 - 1655), con trai thứ năm của Thanh Thái Tông Hoàng Thái Cực. Vì vậy ông kế thừa tước vị Trang Thân vương (莊親王). Sau khi qua đời, ông được truy phong thụy hiệu là Trang Khác Thân vương (莊恪親王).
3. Hoàng thập bát tử Dận Giới (胤祄; 15 tháng 5 năm 1701 - 17 tháng 10 năm 1708), mất sớm do bệnh tật.